# Karina Odenthal
Karina Odenthal (* 15. August 1961 in Paderborn) ist eine deutsche Schriftstellerin und Dramaturgin. Sie lebt in der Nähe von Heidelberg und in Berlin.

## Leben
Nach dem Abitur und einem zwölfmonatigen Volontariat bei der Tageszeitung Neue Westfälische studierte Karina Odenthal Literaturwissenschaften an der Ruprecht-Karls-Universität Heidelberg. Während des Studiums arbeitete sie als Assistentin im Bereich Regie und Dramaturgie am Theater der Stadt Heidelberg mit und wurde im Anschluss an ihr Studium als Dramaturgie-Assistentin engagiert. Engagements als Schauspiel- und Chefdramaturgin führten sie an das Landestheater Coburg, das Stadttheater Würzburg und das Pfalztheater Kaiserslautern, außerdem war sie als Lektorin für die Theaterabteilung des S. Fischer Verlags tätig. Nach längeren Auslandsaufenthalten und Reisen (in erster Linie Südasien) arbeitet sie seit 2005 freiberuflich als Dramaturgin, Lektorin, Autorin und Dozentin für Kreatives Schreiben. Karina Odenthal ist Mitglied der Dramaturgischen Gesellschaft, des Verbandes Deutscher Schriftsteller und der Krimiautorinnenvereinigung Mörderische Schwestern/Sisters in Crime.

## Veröffentlichungen

### Theaterstücke
- Pucki und der Zauberwald … ein winzig kleiner Sommernachtstraum, September 2006
- Hokuspokus Drachenherz, November 2006
- SchwesterHerz!, September 2008
- In Teufels Küche, Januar 2011

### Kurzgeschichten und Erzählungen
- Mitten ins Herz, in „Mord(s)fälle“, Oktober 2003
- Laub. Lose Blätter, in „Briefgeheimnis“, November 2003
- Abgeschminkt, in „Meine Schöne“, Dezember 2003 & Januar 2005
- Besenstiel und Bibergeil, in „Wirbel um Harry P.“, Februar 2004
- Vom Himmel. Gefallen, in „Amour Fou“, September 2004
- Un-Artig, in „Mörderisches Wiesbaden 3“, Februar 2005
- Der Mann mit dem Cello, in „Mörderisch“, Oktober 2005
- Vom Himmel.Gefallen, in „Von Wegen“, November 2005
- Der Märchenverkäufer, in „Schein-Kriterium“, Juni 2006
- Blutsgeheimnis, in „Todsünden“, August 2006
- Blutrot wie die Farbe des Mohns. Klatschmohn, in „Ladykillers“, Dezember 2006
- Shakespeare weint, in „Mannheimer Morde“, September 2007
- Hexe sucht Honigmond, in „Zauberwelt – magische Momente“, Januar 2011
- Qitura. Der Duft in „Kühner Kosmos“, Januar 2011
- Franziskas Skizzenblock in „Herzensangelegenheiten“, Februar 2011
- Pekingente in Shanghai in „Reisen - und was es davon zu erzählen gibt“, März 2011
- Holundas Editorial in „Krimis aus der Hexenküche“, Oktober 2011

### Sachbücher
- Bühnen-Bilder (mit Rolf Schneider, Fotos). Ein Blick hinter die Kulissen des Coburger Theaters, Coburg, Neue Presse, Coburg, 148 S.

### Als Herausgeberin
- Ladykillers, Karina Odenthal und Simone Jöst (Hrsg.), Kurzkrimi-Wettbewerb und Anthologie zum Thema „Cocktail-Morde“,  Dezember 2006 Lerato Verlag, Dezember 2006, ISBN 3938882174
- Holundas Editorial, Krimis aus der Hexenküche, Karina Odenthal (Hrsg.) Anthologie mit Kurzkrimis aus der magischen Welt, Der kleine Buchverlag, Karlsruhe Oktober 2011, ISBN 9783942637084

## Auszeichnungen
- Thurn-und-Taxis-Preis der Bayerischen Theatertage (Schirmherr August Everding) für „Beste Dramaturgie“ anlässlich der Parallel-Inszenierungen Sommergäste von Maxim Gorki (Regie: Tebbe Harms Kleen) und Trilogie des Wiedersehens von Botho Strauß (Regie: Hermann Molzer) am Stadttheater Würzburg, verliehen durch Gloria zu Thurn und Taxis.
- Literatur-Preis (Platz 4) des Deutschen Filmmuseums Berlin beim Krimi-Wettbewerb anlässlich der Ausstellung Die Kommissarinnen, verliehen durch Filmmuseumsdirektor Hans Helmut Prinzler und Juryvorsitzende Iris Berben für den Text Der Mann mit dem Cello.
- Literaturstipendium des Hessischen Literaturrats (Verband deutscher Schriftsteller / LB Hessen & Hessisches Ministerium für Wissenschaft und Kunst) im Herbst 2008 mit Aufenthalts-Residenz in Vilnius, Litauen.
- Literaturpreis des Kasperl fanatisch-Wettbewerbs der VHS Wien (im Rahmen des EU-Projekts FIT: gegen Fanatismus) für das Stück In Teufels Küche, Kasperl-Kabarett für Erwachsene.